# Choriantha
- Commons
- Wikispecies

Choriantha é um gênero de plantas pertencente à família Boraginaceae.